# اوروتلی
اوروتلی (به ایتالیایی: Orotelli) یک کومونه در ایتالیا است که در استان نیورو واقع شده‌است. اوروتلی ۶۱٫۲ کیلومتر مربع مساحت و ۲٬۲۸۲ نفر جمعیت دارد.